# Walja Balkanska

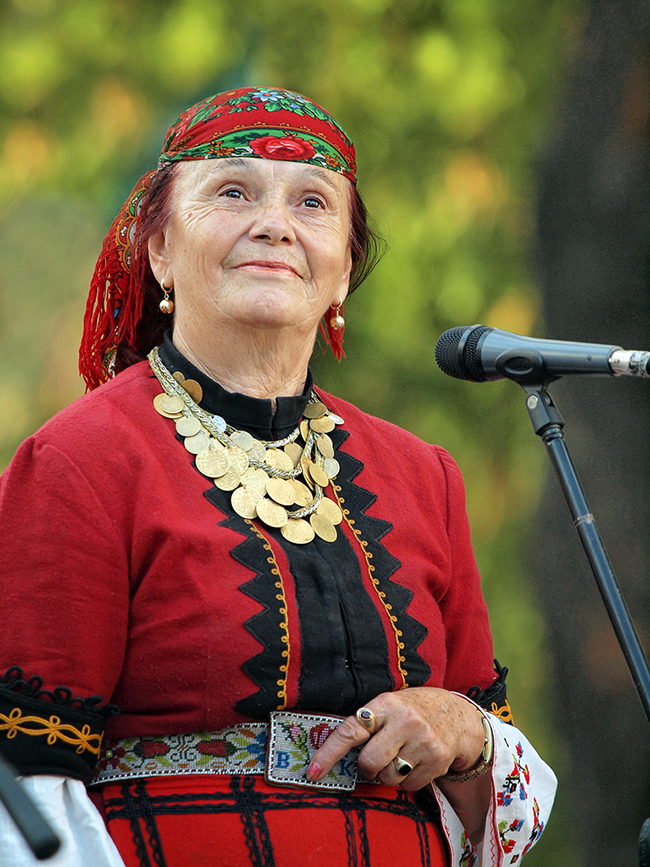
Walja Balkanska (2007)

Walja Mladenowa Balkanska (bulgarisch Валя Младенова Балканска; * 8. Januar 1942) ist eine bekannte bulgarische Folkloresängerin. Mit dem Volkslied „Islel e Delju Chajdutin“ (bulgarisch Излел е Делю Хайдутин, deutsch „Und ging Delju der Heiducke“) aus dem Rhodopengebirge ist sie als einzige südosteuropäische Musikerin auf der Platte „Voyager Golden Record“ zu hören.
Sie wurde am 8. Januar 1942 in der Nähe des kleinen südbulgarischen Dorfes Arda, Oblast Smoljan, im Rhodopengebirge geboren. Seit ihren jungen Jahren singt sie die typisch bulgarischen Volkslieder ihrer Heimatregion. Sie hat mehr als 300 bulgarische Volkslieder im Repertoire. Weltbekannt wurde sie, nachdem sie 1972 gemeinsam mit dem Gaidaspieler Dimitar Petrowski das Lied Izlel je Delyo Haydutin aufgenommen hatte. Dieses Lied wurde 1977 mit weiteren 26 Musikstücken auf eine Schallplatte aufgenommen, die auf den interstellaren Raumsonden Voyager 1 und Voyager 2 ins Weltall geschickt wurde.
Balkanska arbeitet mit dem „Rhodopa-Staatsensemble für Folklore-Lieder und -Tänze“ aus Smoljan, mit dem sie seit 1960 als Solistin auftritt. Ihr Album „Glas ot wetschnostta“ (bulgarisch Глас от вечността, deutsch „Stimme aus der Ewigkeit“) ist eine Zusammenstellung ihrer besten Lieder und erschien 2004.
2002 wurde die Sängerin mit dem Orden „Stara Planina“ für ihre Verdienste um die bulgarische Musik geehrt.

## Repertoire
Zum Repertoire von Walja Balkanska gehören, unter anderem, folgende Lieder:
1. A bre, junatsche ludo i mlado (bulgarisch А бре, юначе лудо и младо)
2. A ga bech moma leftera (bulgarisch А га бех мома лефтера)
3. Agne, waklo agne (bulgarisch Агне, вакло агне)
4. Wetar due mene mresi (bulgarisch Ветър дуе мене мрези)
5. Widem ta se wdim posnawam (bulgarisch Видем та се вдим познавам)
6. Wtschera se majtsche otidoch (bulgarisch Вчера се майче отидох)
7. Gori mi, gori, junatsche (bulgarisch Гори ми, гори, юначе)
8. Goro le, goro selena (bulgarisch Горо ле, горо зелена)
9. Daj si ma, majtscho (bulgarisch Дай си ма, майчо)
10. Dewojko, balno li ti e (bulgarisch Девойко, бално ли ти е)
11. Dobre mi dojde, junatsche (bulgarisch Добре ми дойде, юначе)
12. Islel e Delju Chajdutin (bulgarisch Излел е Делю Хайдутин)
13. Kakwo e nowo stanalo (bulgarisch Какво е ново станало)
14. Majtschinko stara majtschinko (bulgarisch Майчинко стара майчинко)
15. Marudo, kusum Marudo (bulgarisch Марудо, кузум Марудо)
16. Moma sesi na jodriwo (bulgarisch Мома сези на йодриво)
17. Momitschenze, malatschitschko (bulgarisch Момиченце, малачичко)
18. Momnele mari chubawa (bulgarisch Момнеле мари хубава)
19. Prowodi ma, majtschinko (bulgarisch Проводи ма, майчинко)
20. Pukni sa, tresni sa junatsche (bulgarisch Пукни са, тресни са юначе)
21. Raswjawaj Koljo, bajraka (bulgarisch Развявай Кольо, байрака)
22. Russa dewojka lipsala (bulgarisch Руса девойка липсала)
23. Sewditze pile schareno (bulgarisch Севдитце пиле шарено)
24. Strachil e straschen wojwoda (bulgarisch Страхил е страшен войвода)
25. Sabrali sa se momi li mladi newesti (bulgarisch Събрали са се моми ли млади невести)
26. Sabrali sa se sabrali (bulgarisch Събрали са се събрали)
27. Sjodnite, sewdim, sjodnite (bulgarisch Сьодните, севдим, сьодните)
28. Trista sa puschki puknali (bulgarisch Триста са пушки пукнали)
29. Chajdutine se molecha (bulgarisch Хайдутине се молеха)
30. Schar planino (bulgarisch Шар планино)
31. Jala mi jala dewojko (bulgarisch Яла ми яла девойко).